# 环吡咯酮类

母体化合物环吡咯酮的骨架式

环吡咯酮（英语：Cyclopyrrolone）是一类具有催眠和抗焦虑作用的非苯二氮䓬类药物，其药理学特征与苯二氮䓬类衍生物相似。
虽然环吡咯酮类在化学上与苯二氮䓬类无关，但它们通过神经递质GABA的苯二氮䓬受体发挥作用。最著名的环吡咯酮衍生物是佐匹克隆及其活性单一对映异构体成分右佐匹克隆，它们用于治疗失眠，并且已知有可能被滥用。其他环吡咯酮包括：
- 帕戈克隆
- 帕秦克隆
- 舒普罗酮
- 舒立克隆